# Andrea Bosman
Andrea Bosman (Eindhoven, 6 d'agost de 1979) és una ciclista neerlandesa, ja retirada, que fou professional del 1999 al 2010. En el seu palmarès destaca l'Omloop van het Hageland.

## Palmarès
- 2006
  - Vencedora d'una etapa al Tour de Bretanya
- 2007
  - Vencedora d'una etapa a la Gracia Orlová
- 2008
  - Vencedora d'una etapa al Tour de Bretanya
- 2009
  - 1a a l'Omloop van het Hageland
  - Vencedora d'una etapa a la Gracia Orlová
  - Vencedora d'una etapa a la Ster Zeeuwsche Eilanden